# فريدي
الفَرِّيدي أو المِرجان (الاسم العلمي Pagellus)، جنس أسماك بحرية من فصيلة الأسبوريات ورتبة فرخيات. أنواعه سبعة، اعطانها مياه المناطق الحارة والمعتدلة، ستة منها تعيش في البحر الأبيض المتوسط، أجسامها إهليلجية الشكل طولها يراوح من 20 إلى 75 سم. رؤوسها كبيرة القد. زعانفها الظهرية مستطيلة شائكة. أثوابها إلى الحمرة المرجانية تزهو وتعبق وتتوشح بالفضي والأصفر والحنطي والأسمر. جميعها مأكولة لذيذة الطعم. أعرفها وأشهرها الفريدي الشائع.